# Regiunea Floristică Cape

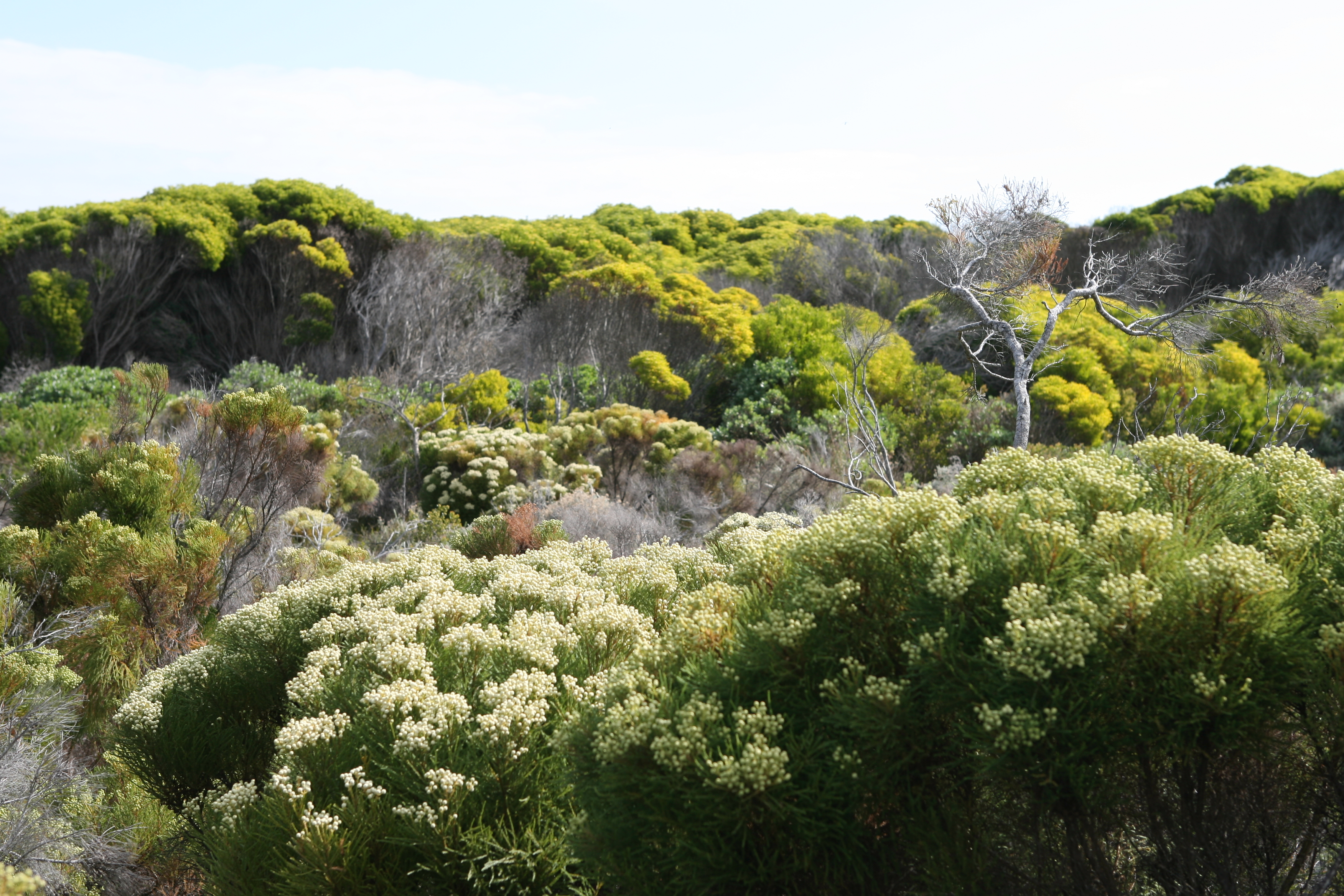
Fynbos în provincia Western Cape.

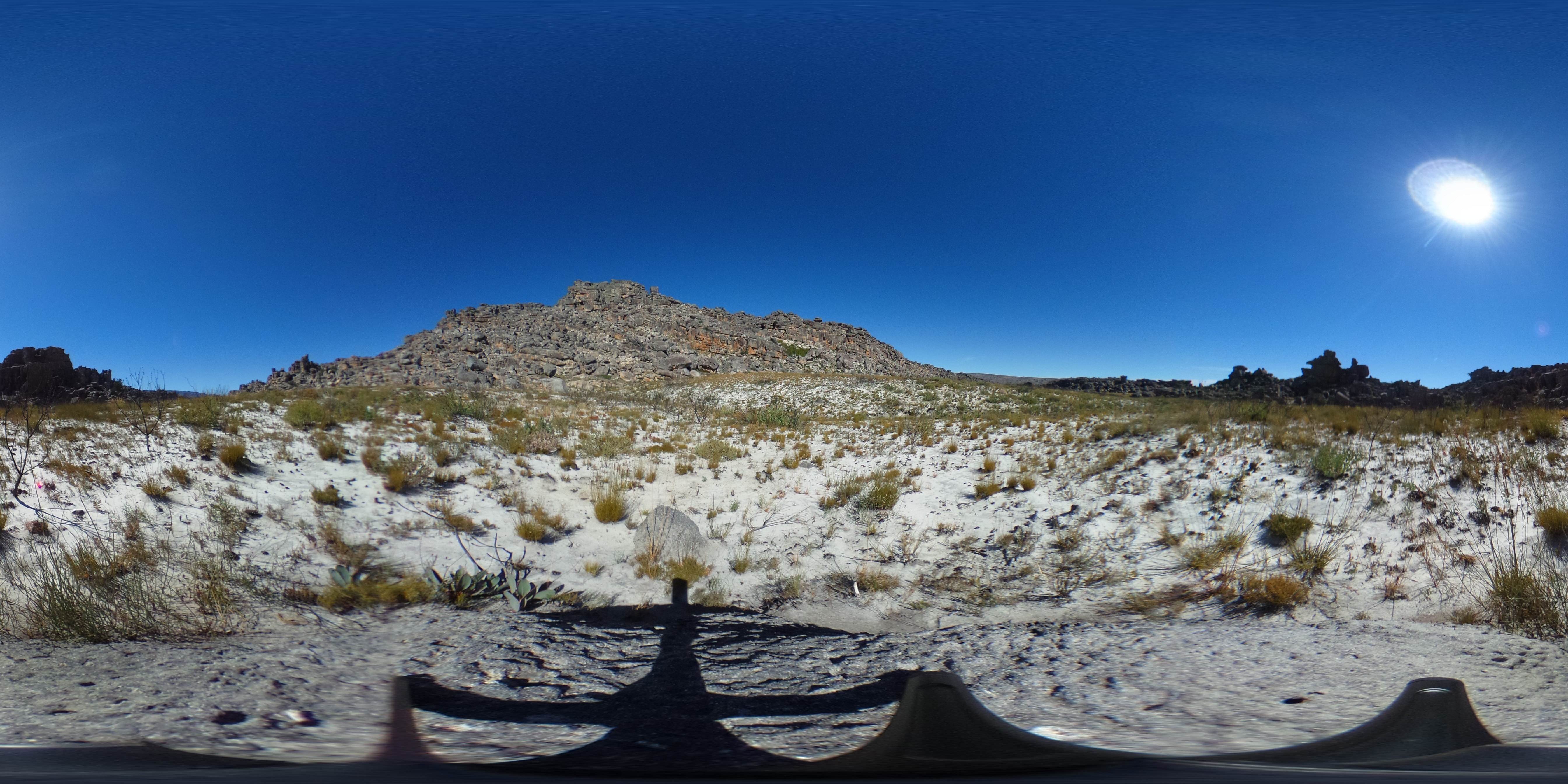
O fotografie de 360 de grade cu fynbos în regiunea Groot Winterhoek din Western Cape, la aproximativ 18 luni după un incendiu. Plantele noi pot fi văzute în diferite etape de creștere în urma incendiului. Se poate vedea clar și solul alb infertil în care fynbosul tinde să crească. Faceți clic aici pentru a vedea fotografia în 360 de grade.

Regiunea Floristică Cape este o regiune floristică situată aproape de vârful sudic al Africii de Sud. Este singura regiune floristică a Regatului Floristic Cape (Sud-african) și include o singură provincie floristică, cunoscută sub numele de Provincia Floristică Cape. 
Regiunea Floristică Cape, cea mai mică dintre cele șase regate florale recunoscute ale lumii, este o zonă cu o diversitate și endemism extraordinar de ridicate și găzduiește peste 9.000 de specii de plante vasculare, dintre care 69% sunt endemice. O mare parte din această diversitate este asociată cu biomul fynbos, un arbust de tip mediteranean, predispus la foc. Valoarea economică a biodiversității fynbos, bazată pe recoltele de produse fynbos (de exemplu, flori salbatice) și eco-turism, este estimat a fi în regiunea R77 de milioane pe an. Astfel, este clar că Regiunea Floristică Cape are o valoare biologică intrinsecă cât și economică ca punct fierbinte (sau punct critic) a biodiversității.

## Locație și descriere
Gâzduind cea mai mare concentrație non-tropicală a speciilor de plante superioare din lume, regiunea este singurul punct care cuprinde un întreg regat floral și deține cinci dintre cele 12 familii de plante endemice din Africa de Sud și 160 de genuri endemice. Acoperind o suprafață de 78.555 km², Regiunea Floristică Cape este situat în întregime în granițele Africii de Sud. Este unul dintre cele cinci sisteme temperate mediteraneene de pe lista punctelor fierbinte și este unul dintre doar două puncte fierbinte care cuprind un întreg regat floral (celălalt fiind Noua Caledonie). Regiunea floristică acoperă regiunea cu climă mediteraneană a Africii de Sud în provincia Western Cape în colțul de sud-vest al țării și se extinde spre est în provincia Eastern Cape, o zonă de tranziție între regiunea cu precipitații de iarnă la vest și regiunea ploilor de vară la est în provincia KwaZulu-Natal. 

## Floră
Cea mai mare parte a regiunii este acoperită de fynbos, un arbust sclerofil care apare pe nisipuri acide sau pe soluri sărace în nutrienți, derivate din gresia Muntelui Masă (Supergrupul Cape). Fynbos găzduiește o multitudine de specii de plante, printre care mulți membri ai familiei protea (Proteaceae), familiei ericaceele (Ericaceae ) și familiei de stufuri restios (Restionaceae ). Alte tipuri de vegetație sunt sandveld, tufărișuri moale de coastă găsit mai ales pe coasta spre vest a provinciei Western Cape, pe nisipuri terțiare. Renosterveld este un arbust ierburos dominat de membrii familiei de margarete (Asteraceae, în special renosterbos (Elytropappus rinocerotis), graminoide și geofite, care apar pe solurile de șah bogate în bază ale frunților costiere. Zici mici de păduriAfromontane (Pădurea Afrotemperată Sudică) pot fi găsite în zonele umede și protejate. 
Potrivit lui Takhtajan (1978), următoarele familii sunt endemice sau subendemice ale regiunii: Grubbiaceae, Roridulaceae, Bruniaceae, Penaeaceae, Greyiaceae, Geissolomataceae, Retziaceae ( Retzia ) și Stilbaceae.

## Ecologie
Organizația World Wide Fund for Nature împarte Regiunea Floristică Cape în trei ecoregiuni : fynbos și renosterveld de câmpie, fynbos și renosterveld montane și desișurile Albany . 
Ecoregiunile fynbos sunt desemnate de către organizația World Wide Fund for Nature drept fiind una dintre ecoregiunile prioritare Global 200 pentru conservare. De asemenea, organizația Conservation International a declarat Regiunea Floristică Cape ca fiind un punct fierbinte (sau punct critic) a biodiversității. 
Se consideră că Regiunea Floristică Cape se confruntă cu una dintre cele mai rapide rate de dispariție din lume datorită pierderilor de habitat, degradării terenurilor și plantelor alogene invazive.

## Patrimoniul mondial

Puncte fierbinte din lume pentru biodiversitate, în e prezent și Regiunea Floristică Cape (numărul 12).

În 2004, „Ariile protejate ale Regiunii Florale Cape” au fost înscrise ca patrimoniu mondial. Regiunea include opt arii protejate reprezentative: 
- Parcul Național Table Mountain
- Cederberg Wilderness Area
- Groot Winterhoek Wilderness Area
- Complexul montan Boland (rezervația naturală Limietberg, rezervația naturală Jonkershoek, rezervația naturală Assegaaibosch, rezervația naturală Hottentots Holland, rezervația naturală Kogelberg)
- Rezervația naturală De Hoop
- Boosmansbos Wilderness Area
- Complexul Swartberg (rezervația naturală Swartberg, rezervația naturală Gamkapoort, rezervația naturală Towerkop)
- Baviaanskloof Mega Reserve

## linkuri externe
- en  – Conservation International: regiunea floristică a Capului - punct fierbinte a biodiversității
- en  – Cape Action: Regiunea Floristică Cape